# Karl Zanon
Karl Zanon (Merano, 24 luglio 1920 – 14 gennaio 1992) è stato un politico e agronomo italiano, altoatesino di lingua tedesca.
Fu eletto senatore alle elezioni politiche del 1972; nel corso della VI legislatura fu vicepresidente della commissione speciale per i problemi ecologici e membro delle commissioni permanenti 8a, 9a e 12a, oltre che della Commissione parlamentare per il parere al governo sui decreti da emanare in esecuzione dei trattati di lussemburgo del 21 e 22 aprile 1970.
Ha insegnato all'università di Innsbruck.
Ha ricoperto anche il ruolo di vicepresidente del Consiglio dell'Ordine nazionale dei dottori agronomi e dottori forestali dal 1979 al 1985.